# William Maclagan
Pour les articles homonymes, voir Maclagan.
William Dalrymple Maclagan (18 juin 1826, Édimbourg – 19 septembre 1910 , Londres) est un ecclésiastique anglican.
Frère cadet du chirurgien Douglas Maclagan, William Maclagan est évêque de Lichfield de 1878 à 1891, puis archevêque d'York de 1891 à 1908.